# Limaböna
Limaböna (Phaseolus lunatus), även månböna och sievaböna, är en art i familjen ärtväxter från Sydamerika. Limabönor är som många andra bönor giftiga och måste liksom för maniok (kassava) kokas eller stekas väl, för att de giftiga ämnena ska oskadliggöras.

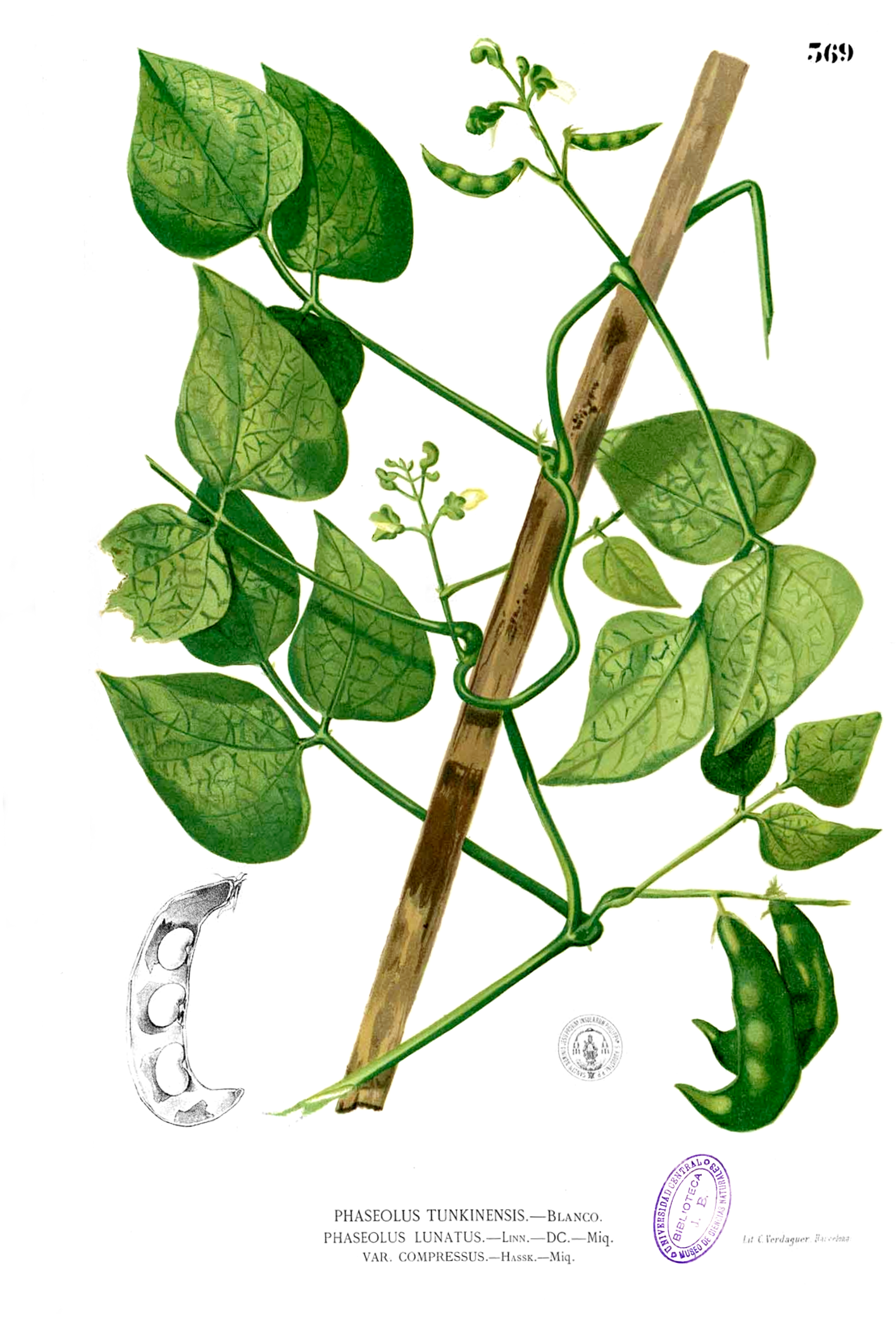

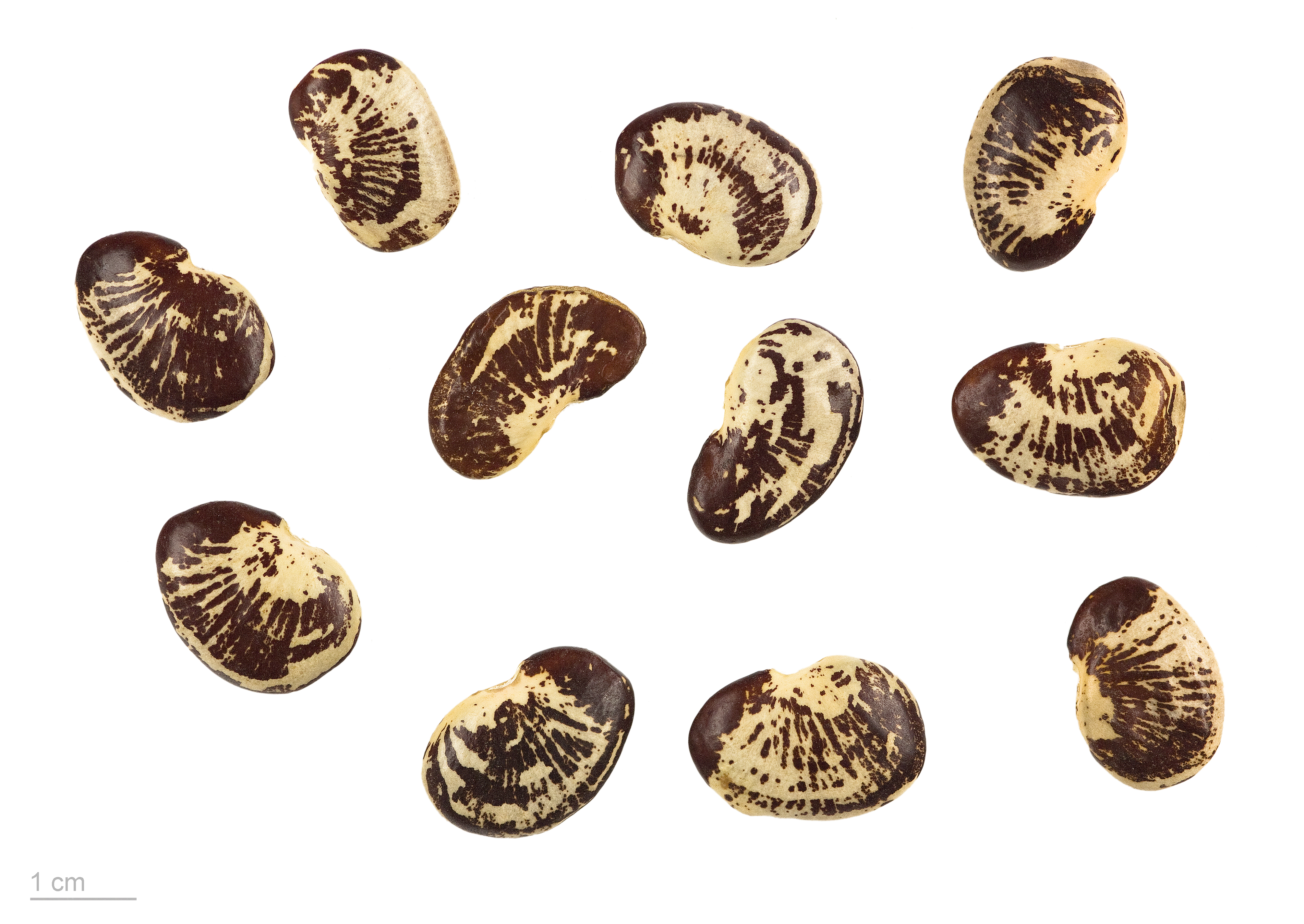
Phaseolus lunatus